# FLOWER HUMMING
『FLOWER HUMMING』（フラワー ハミング）はエフエム京都で2021年4月4日より毎週日曜 20:00 - 21:00に放送しているラジオ番組。

## 概要
くるりの『益荒男さん』のミュージックビデオなどを手掛けた京都府出身のイラストレーターで漫画家のおおえさきがDJを務める番組。散歩や旅行、喫茶店、80年代の邦楽といった趣味など独自の視点で切り取った日々の話を幅広い年代の音楽と共に届けていく。
番組公式Twitterがない代わりに、おおえさき個人のTwitterで番組に関してツイートしている。番組ハッシュタグは「#ふらはみ」。
。

## ゲスト
- 2021年5月30日、6月6日 - マツモトアキノリ[8]

## エピソード
- 初回放送ではくるりから番組開始のお祝いメッセージが届けられた[9]。